# 松崎明
松崎 明（まつざき あきら、1936年〈昭和11年〉2月3日 - 2010年〈平成22年〉12月9日）は、日本の労働運動家。革マル派副議長。鉄道労連（後にJR総連）副委員長、東鉄労（後のJR東労組）委員長を務め、JR東労組会長、顧問を務め、事実上JR東労組のトップだった。

## 人物
埼玉県出身。埼玉県立川越工業高等学校卒。愛称は松っつあん。
国鉄動力車労働組合元委員長を務め、JR総連・JR東労組顧問を務めていた。
なお、元革命的労働者協会活動家の松崎重利は実父が同様に国鉄職員で姓が同じであるが、縁戚関係はなく政治活動面においても無関係である。

## 思想・活動
黒田寛一から厚い信頼を受けており、革マル派結成時の副議長（組織名：倉川篤、愛称：クラさん）であったことは松崎本人も認めている（松崎明『松崎明秘録』（同時代社））。1970年代から次第に革マル派から離れ、JR総連幹部になった頃には関係は切れていたと松崎は主張している。
動労ではカリスマ的な指導力で、闘争を高揚させて国鉄労働運動、ひいては総評労働運動をリードしてきた。その頂点が1972年のマル生反対闘争であり、国鉄総裁が国会で陳謝して勝利解決した。その闘いから「鬼の動労」と呼ばれるようになる。
その後は、動労内の反主流派を積極的に排除する動きをみせるようになった。「共産党系活動家」として排除された者達（背景に共産党が「『スト万能論』批判」を行ったことがある）が1974年に全動労を結成、「中核派活動家」として排除された者達（背景に成田闘争への立場の違いがある）が1979年に動労千葉を結成して、動労は分裂した。これらの動きにより中核派との抗争が激化し、松崎個人に対して宣戦布告とも言える「カクマル松崎せん滅」のスローガンを突きつけられることになる。また、右翼団体からも言動・思想で対立軸になっている為批判をされているが、一水会の鈴木邦男とは反権力・反公安で親交があった。
1975年のスト権ストの敗北以降、春闘でのストライキはあったものの、1980年代の国鉄分割民営化においては激しく闘うことはなく、組合員の雇用を守るため、民営化に協力している。その際、過去の闘争を否定し、国鉄幹部や自民党議員との会談において「私は犯罪者でした」と語るなど「転向」した（いわゆるコペ転）。JR以降の思想と行動は東日本会社との蜜月関係である「労使協調」を除けば、反戦運動を闘争方針に掲げたり、月刊誌「自然と人間」では過去の動労の闘争を再評価するなど、「動労に先祖返りした」と言われる所以である。1986年自民党機関誌、自由新報の「生まれかわる国鉄　関係者に聞く」（1986年4月29日）にインタビュー記事が掲載される。
2007年11月30日、警視庁公安部は、松崎をJR総連の内部組織「国際交流推進委員会」の基金口座から3000万円を引き出し横領した業務上横領容疑で書類送検した。直後に松崎はハワイの高級住宅街にある別荘を3千数百万円で購入。この購入資金は同協会職員の個人口座を通じてハワイの不動産会社に送金されており、公安部は横領した金が充てられた疑いがあるとみた。松崎は「妻名義の土地を売却して得た資金なども口座に入っており、私的流用はしていない」と容疑を否定。JR総連も「横領された事実はない」とした。2007年12月28日、東京地検は嫌疑不十分で不起訴処分とした。
2010年、かつての宿敵・中野洋（元動労千葉委員長）の死去にあたり、『われらのインター』31号（2010.4.15）に追悼文を発表し、「革共同が分裂し、私は革マル派、彼は中核派のメンバーとなった。党派の対立の中で袂を分かつことになった。……共に闘い抜きたかったが、路線の違いは致し方ない。しっかりと目を見開いたままの戦闘態勢を堅持した中野洋さん、心から称え、冥福を祈ります」と記した。
2010年12月9日に栃木県内の病院で死去した。74歳没。
松崎の死去に対して、革マル派は機関紙『解放』ほかの自己刊行物で完全に沈黙した。2011年3月3日、都内のホテルでJR総連・JR東労組主催の『松崎 明さんを偲ぶ会』が開かれ、約2000人が出席し、佐藤優らがあいさつした。

## 主な経歴
- 1954年、国鉄入社試験に合格したが自宅待機。日本民主青年同盟（民青）に加入。
- 1955年、臨時雇用員として松戸電車区に配属。日本共産党に入党。
- 1956年、国鉄職員となり、尾久機関区に配属。機関車労働組合（後の国鉄動力車労働組合、動労）加入。
- 1957年、黒田寛一と出会う。
- 1958年、革命的共産主義者同盟に加入。
- 1959年、共産党を離党。
- 1961年、動労青年部を結成、初代青年部長に就任。
- 1963年、動労尾久支部長に就任。革命的共産主義者同盟が分裂し、黒田寛一率いる革マル派につき副議長に就任。動労青年部長引退。尾久・田端統合反対闘争で逮捕され、国鉄を解雇される。
- 1969年、東京地方本部書記長に就任。
- 1973年、東京地方本部委員長に就任。
- 1985年、動労中央本部委員長に就任。
- 1987年、鉄道労連（後のJR総連）副委員長、東鉄労（後のJR東労組）委員長に就任。
- 1995年、JR東労組会長に就任。
- 2001年、JR東労組会長を退任、顧問となる。
- 2003年、すべての組合役職を退職。
- 2007年、業務上横領容疑で家宅捜索を受ける。
- 2007年11月30日 業務上横領容疑で警視庁が書類送検 ※一部のマスコミはJR東日本労組元会長などの匿名表記で報道した。
- 2007年12月28日  不起訴処分となる。
- 2008年1月29日 不当捜査による精神的苦痛・社会的信用失墜を理由に、東京都や国に損害賠償を求める訴えを起こす。
- 2010年12月9日、特発性間質性肺炎で死去（享年74）[4]。

## 著書
- 『国鉄動力車-順法闘争と労働運動』（谷恭介と共著）1972年、三一書房
- 『鬼が撃つ-もう一人のJR牽引者として』 1992年、TBSブリタニカ
- 『国鉄改革-正々堂々と我が道を行く』（上巻・下巻）1998年、ぴいぷる社
- 『職場からの挑戦-時代を創る』 2000年、東日本旅客鉄道労働組合
- 『鬼の咆哮 暴走ニッポン!』 2001年、毎日新聞社
- 『鬼が嗤う-ひとよ人たれひとは民たれ』 2002年、西田書店
- 『鬼の闘論-いでよ変革者!』（鈴木邦男と共著）2006年、創出版
- 『松崎明秘録』（聞き手宮崎学）2008年、同時代社